# دونیز ماسون

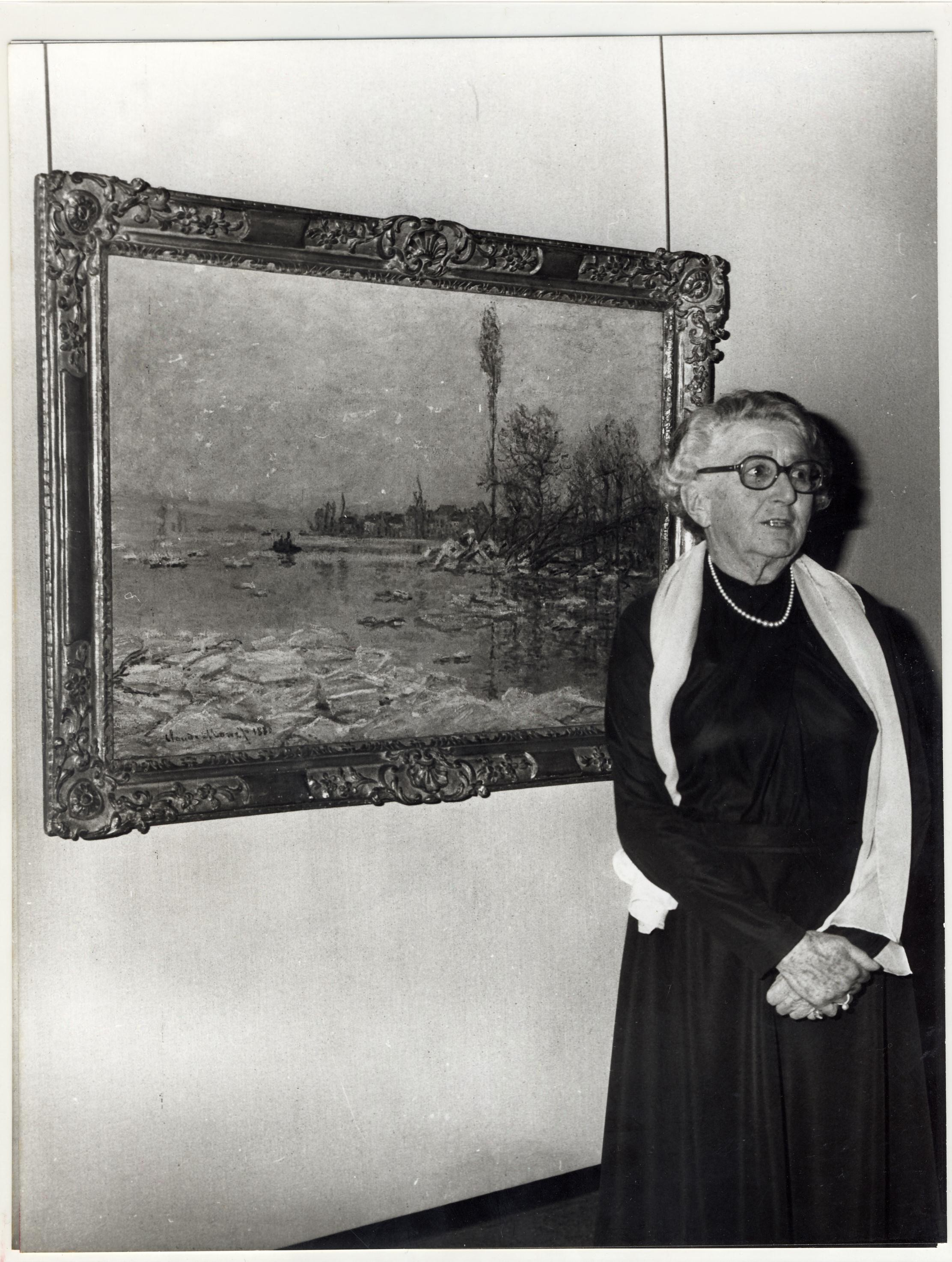
نگارهٔ دونیز ماسون، اسلام‌پژوه و مترجم قرآن

دونیز ماسون (به فرانسوی: Denise Masson) (زادهٔ ۱۹۰۱ –درگذشتهٔ ۱۰ نوامبر ۱۹۹۴) اسلام‌پژوه و یکی از مترجمان قرآن به زبان فرانسوی.
او که به «بانوی مراکش» شهرت یافت، ترجمه‌اش را از قرآن در سال ۱۹۶۷ منتشر کرد. برخی گفته‌اند ترجمه او از روی ترجمه لاتین لوئیس ماراچی (منتشر شده در ۱۶۹۸) بوده‌است. ترجمه او به پیروی از بلاشر ولی به سبک روان‌تر و شیواتر از او او بود که سه بار تجدید چاپ شد و در سال ۱۹۸۰ تایید دانشگاه الازهر را نیز بدست آورد. او ۶ سال پایانی زندگی‌اش را در مراکش گذراند.